# Joaquín Larraín (mercedario)
Fray Joaquín de Larraín y Salas (1754 - 10 de noviembre de 1824), fue un presbítero mercedario y político chileno.
Descendiente de la llamada rama Otomana de la familia Larraín (los Larraín Salas), también llamada de "Los Ochocientos", como hijo de Martín José de Larraín y Vicuña y de María Antonia de Salas y Ramírez de Salas.
Fue un fraile mercedario que alcanzó el rango de Provincial de la orden en 1791 y 1800. Asistió a la Primera Junta de Gobierno y en 1811 fue el líder de su familia, quienes estaban dentro del grupo de los patriotas que después serían denominados "moderados".
Fue uno de los mayores instigadores de la revolución del 4 de septiembre de 1811. Se colocó a la cabeza del Congreso Nacional hasta el 12 de octubre, cuando fue reemplazado por Juan Pablo Fretes. Sin embargo, siguió siendo líder de los patriotas en el Congreso hasta su disolución, tras enemistarse con José Miguel Carrera. 
Entre 1814 y 1817, fue detenido y confinado al archipiélago Juan Fernández, tras ser apresado por el ejército realista que había reconquistado el país. Entre 1818 y 1822, se desempeñó como senador suplente y ese último año ingresó en la Legión de Mérito de Chile. En 1823 fue elegido diputado por Aconcagua.
| Predecesor: Juan Cerdán Campaña | Presidente del Primer Congreso Nacional de Chile 8 de septiembre — 12 de octubre de 1811 | Sucesor: Juan Pablo Fretes |